# Jack Allan
John Thomas Allan (South Shields, 16 gennaio 1883 – ...) è stato un calciatore inglese, di ruolo attaccante.

## Carriera
Attaccante, nel maggio del 1904 passa dal Bishop Auckland ai Red Devils. Debutta il 3 settembre 1904 contro il Port Vale (2-2), sfida di Second Division. Totalizza 36 presenze e 22 gol con il Manchester United: 32 incontri e 21 reti in Second Division, 3 partite di First Division e una presenze con un gol in FA Cup. Nel giugno del 1906 ritorna al Bishop Auckland.
Delle 22 marcature realizzate a Manchester, 5 sono state realizzate al Port Vale, società alla quale Allan ha siglato più reti.